# Carl Boese
Carl Boese, född 26 augusti 1887, död 6 juli 1958, var en tysk filmregissör, manusförfattare och filmproducent. Han regisserade 158 filmer mellan 1917 och 1957.

## Filmografi (utvald)
- Der Golem, wie er in die Welt kam (1920)
- Die letzte Droschke von Berlin (1926)
- Sir or Madam (1928)
- Paprika (1932)
- Paprika (1933)
- The Lucky Diamond (1934)
- Hello Janine! (1939)